# جزیره شادی
جزیره شادی، جزیره‌ای در رودخانهٔ کارون و در استان خوزستان می‌باشد که با پایین آمدن آب کارون پدیدار شد. این جزیره در حدود ۲۰ سال پیش به عنوان پارک استفاده می‌شد و پس از بروز مشکلاتی متروکه ماند. این جزیره قرار بود در سال ۸۲ به موزه آب تبدیل شود اما این ایده در سال ۸۸ متوقف ماند و برای احداث موزه منطقه‌ای به میراث فرهنگی استان تحویل داده شد و بالاخره در سال ۹۱ راه‌اندازی شد.
جزیره شادی در سال ۱۳۵۰ فقط ۱۰ متر مربع پهنا داشته که بر اثر عدم لایروبی رودخانه کارون درحال حاضر به بیش از ۱۳ هکتار افزایش یافته‌است. این جزیره از طریق پلی به اهواز متصل می‌شود و علاوه بر فضای سبز و ساحل دارای پارک با امکانات تفریحی است.